# توماس غريفين (سياسي)
توماس غريفين (بالإنجليزية: Thomas Griffin)‏ هو محامي وقاضي وسياسي أمريكي، ولد في 1773 في الولايات المتحدة، وتوفي بنفس المكان في 7 أكتوبر 1837. انتخب عضو مجلس نواب الولايات المتحدة عن ولاية فرجينيا وانتخب عضو مجلس النواب الأمريكي.